# جاك يونغ (متسابق دراجات نارية)
جاك يونغ (بالإنجليزية: Jack Young)‏ هو متسابق دراجات نارية أسترالي، ولد في 31 يناير 1925 في أديلايد في أستراليا، وتوفي بنفس المكان في 28 أغسطس 1987.